# 井関英男
井関 英男（いせき ひでお）は、日本の自治官僚、宮内庁職員。従三位。

## 生涯
昭和54年（1979年）10月1日、新任の東宮侍従として、昭和天皇に拝謁した。翌年（1980年）、長官官房秘書課長に就任し、9月6日に鳳凰の間に於いて新任の東宮侍従樫山和民と共に、昭和天皇・香淳皇后に拝謁した。昭和61年（1986年）、皇室経済主管に就任し、6月2日、鳳凰の間に於いて昭和天皇・香淳皇后に拝謁した。
昭和63年（1988年）、書陵部長に就任し、6月15日に鳳凰の間に於いて昭和天皇に拝謁した。平成元年（1989年）1月17日、日枝神社宮司宮西惟道を斎主とする昭和天皇の陵所地鎮祭の儀が行われ、英男は書陵部長としてこれに参列した。翌年（1990年）1月6日、武蔵野陵が竣工したことを受けて山陵竣工奉告の儀が斎行され、英男は書陵部長としてこれに参列した。
平成5年（1993年）7月1日、皇太后宮大夫に就任し、平成12年（2000年）6月16日に香淳皇后が崩御すると、翌年（2001年）6月30日に廃官となった。
平成14年（2002年）9月10日、掌典長に就任した。平成17年（2005年）7月4日午前10時、宮内庁庁舎に於いて幣帛料伝達式が行われ、英男が面山千岳全國護國神社會会長・江種宏之同會副会長に幣帛料を伝達した。平成20年（2004年）3月14日、第46回若布献上が行われるが、参内した宗像大社権宮司高向正秀より献上する旨を申し上げられている。
平成21年（2009年）5月14日、掌典長を退任した。11月3日、秋の叙勲に於いて瑞宝重光章を受章した。
令和3年（2021年）8月23日、従三位に叙された。

## 著作
- 「行政管理：職員の定数の合理的基準」『自治事務セミナー』第1巻第1号、1962年7月、44-45頁、doi:10.11501/2827032。
- 「公職選挙法逐条解説-130-〔第265～266条〕」『選挙時報』第17巻第4号、1968年4月、9-14頁、doi:10.11501/2756865。
- 「公職選挙法の改正について」『選挙 : 選挙や政治に関する総合情報誌』第21巻第5号、1968年5月、34-38頁、doi:10.11501/2756343。
- 「教養講座：参議院全国区の問題」『自治事務セミナー』第7巻第5号、1968年5月、36-37頁、doi:10.11501/2827094。
- 「選挙人名簿の登録回数の増加について」『時の法令』第644号、1968年6月13日、40-42頁、doi:10.11501/2784232。
- 「参議院選挙の問題点についての統一解釈：三省庁の打合せ会の結果より」『選挙時報』第17巻第6号、1968年6月、11-18頁、doi:10.11501/2756867。
- 「アメリカの大統領選挙制度」『選挙時報』第18巻第1号、1969年1月、5-14頁、doi:10.11501/2756873。

### 史料・辞典
- 『昭和天皇実録』第十七、宮内庁編、2018年3月30日。ISBN 978-4-487-74417-6。
- 『昭和天皇実録』第十八、宮内庁編、2018年3月30日。ISBN 978-4-487-74418-3。
- 『皇室事典』令和版、皇室事典編集委員会編著、KADOKAWA、2019年。

### 神社誌
- 『埼玉県神社庁報』第173号、2005年9月10日。
- 『宗像』第566号、2008年4月1日。

### 官報
- 『官報』第1190号、1993年7月6日。
- 『官報』号外第234号、2009年11月4日。
- 『官報』第584号、2021年9月29日。